# バークシェアーズ
バークシェアーズ(Berkshares)とは、アメリカ合衆国マサチューセッツ州西部に位置するバークシャー（Berkshire）郡南部で、2006年9月より利用されている地域通貨である。地元の信用金庫などで誰でも（観光客でも）90米セント>1バークシェアの割合で両替が可能で、この地域通貨を地元商店で利用することで、消費者としては実質上1割以上の値引き券として利用が可能である。紙幣には1・5・10・20・50バークシェア紙幣があり、それぞれ地元社会に貢献した歴史的偉人の画像が描かれている。2007年7月に100万バークシェアー発行を達成。地元企業140社あまりの商店等で使用でき、この通貨で支払った貨幣は地域内に留まるため、貨幣の流出が少なくなり地域経済が活性化するメリットがある。